# 이소라의 프로포즈
《이소라의 프로포즈》는 1996년 10월 19일부터 2002년 3월 30일까지 KBS 2TV에서 방영된 심야 토크쇼 형식의 음악 프로그램이다. 매주 3~4명의 가수들을 초청하여 토크쇼를 진행하며 방청객을 초청하여 상품 추첨을 하는 형식으로 큰 인기를 얻었다. 2011년에는 KBS Joy에서 이소라의 두 번째 프로포즈로 시즌2가 제작되어 방영하였다.

## 진행
- 이소라

## 방송 시간
주로 토요명화가 끝나는 대로 바로 방송했으며, 방송 시작 시간은 일정하지 않았다.
- 1996년 10월 19일 ~ 1997년 5월 10일: 토요일 밤 11시 50분 ~ 12시 50분
- 1997년 5월 25일 ~ 1997년 10월 19일: 일요일 밤 10시 55분 ~ 12시
- 1997년 10월 25일 ~ 1998년 1월 3일: 토요일 밤 11시 50분 ~ 1시
- 1998년 1월 11일 ~ 1998년 2월 15일: 일요일 밤 11시 10분 ~ 12시 20분
- 1998년 2월 21일 ~ 1998년 6월 6일: 토요일 밤 9시 5분 ~ 10시 10분
- 1998년 6월 27일 ~ 1999년 5월 1일: 토요일 밤 11시 50분 ~ 1시
- 1999년 5월 8일 ~ 2000년 4월 29일: 토요일 밤 11시 50분 ~ 1시 10분
- 2000년 5월 6일 ~ 2000년 7월 22일: 토요일 밤 12시 ~ 1시 20분
- 2000년 7월 29일 ~ 2002년 2월 23일: 토요일 밤 12시 20분 ~ 1시 40분
- 2002년 3월 2일 ~ 2002년 3월 30일: 토요일 밤 11시 50분 ~ 1시 10분

## 편성 변경
1997년
- 5월 17일: 토요명화 《자이언트》가 밤 10시부터 1시 20분까지 편성되었고, 프로그램 정비로 결방.
- 11월 15일: 드라마 스페셜 《아씨》가 오후 9시부터 11시까지 11, 12회가 연속 편성되면서 결방. 같은 날 밤 11시 10분에 토요명화가 편성되었다.

1998년
- 6월 13일 ~ 6월 20일: 1998 프랑스 월드컵 중계방송으로 2주간 결방.
- 12월 24일: 밤 11시 55분부터 1시 25분까지 크리스마스 특집으로 편성.

2000년
- 1월 1일: 신년특집 편성으로, 11시 30분에 방송되었다.
- 9월 16일 ~ 9월 30일: 2000 시드니 올림픽 중계방송으로 3주간 결방.
- 12월 30일: 2000 KBS 가요대상 방송으로 결방.

## 같이 보기
- 《노영심의 작은음악회》
- 《이문세쇼》
- 《윤도현의 러브 레터》
- 《이하나의 페퍼민트》
- 《유희열의 스케치북》
- 《이소라의 두 번째 프로포즈》